# Guarnieri (filme)
Guarnieri é um filme do diretor brasileiro Francisco Guarnieri, produzido pela Mira Filmes e lançado no Brasil em 2017. O filme conta a trajetória de Gianfrancesco Guarnieri (1934-2006), ator de grande sucesso na televisão, autor fundamental na história do teatro brasileiro e imagem-síntese do artista engajado.  

## Sinopse
Gianfrancesco Guarnieri foi ator de grande sucesso na televisão, autor fundamental na história do teatro brasileiro e imagem-síntese do artista engajado. Figura pública excepcional, em relação a seus dois filhos mais velhos, sua figura paterna estava mais para ausente. Contrariando os caminhos do pai, eles, Flávio e Paulo, também atores, assumiram um total distanciamento entre arte, trabalho e política, privilegiando a esfera da família. A partir desses dois retratos geracionais, o diretor Francisco Guarnieri procura reconstruir a figura de seu avô distante. Valendo-se de materiais de arquivo íntimos e públicos, entrevistas e reencenações, o filme pretende refletir sobre um passado ao mesmo tempo nacional e privado, e sobre o papel do indivíduo na sociedade, na arte e na família.

## Elenco
- Flávio Guarnieri
- Paulo Guarnieri
- Ney Luiz Piacentini
- Rodrigo Bolzan Camargo
- Rodrigo Pavon

## Carreira
| Prêmios |
| --- |
| Prêmio RECAM e Menção Honrosa no DOC-FAM - 21º Florianópolis Audiovisual Mercosul (Brasil, Florianópolis-SC)                   |
| Prêmio de Melhor Roteiro - 16º RECINE - Festival Internacional de Cinema de Arquivo (Brasil, Rio de janeiro-RJ)                |
| Prêmio de Melhor filme pelo Júri Popular e Melhor direção pelo Júri Oficial - 9º Festival Internacional de Cinema da Fronteira |
| Best National Feature Film - Overcome Film Festival                                                                            |

| Festivais |
| --- |
| Mostra Itinerante Histórias que Ficam - Sala Redenção, Cinema Universitário UFRGS (Brasil, Porto Alegre-RS)                   |
| Mostra Itinerante Histórias que Ficam - Espaço Cultural Casa do Lago - Unicamp (Brasil, Campinas-SP)                          |
| Mostra Itinerante Histórias que Ficam - Casa Amarela (Brasil, João Pessoa-PB)                                                 |
| Mostra Itinerante Histórias que Ficam - Cine UFPel (Brasil, Pelotas-RS)                                                       |
| Mostra Itinerante Histórias que Ficam - Cine Club Luci Pereira - Teatro Municipal Severino Cabral (Brasil, Campina Grande-PB) |
| Mostra Itinerante Histórias que Ficam - Cine Joia Copacabana (Brasil, Rio de Janeiro-RJ)                                      |
| Mostra Itinerante Histórias que Ficam - Cineclube Estação (Brasil, Americana-SP)                                              |
| Mostra Itinerante Histórias que Ficam - Oi Futuro (Brasil, Rio de Janeiro-RJ)                                                 |
| Mostra Itinerante Histórias que Ficam - FAMECOS - PUCRS (Brasil, Porto Alegre-RS)                                             |
| Mostra Itinerante Histórias que Ficam - UNIVERSIDADE OURO PRETO - CINE TEATRO VILA RICA (Brasil, Ouro Preto-MG)               |
| Mostra Itinerante Histórias que Ficam - Tapera Taperá (Brasil, São Paulo-SP)                                                  |
| Mostra Itinerante Histórias que Ficam - Solar do Jambeiro (Brasil, Niterói-RJ)                                                |
| Mostra Itinerante Histórias que Ficam - Galpão Estação Cidadania (Brasil, São José dos Campos-SP)                             |
| Mostra Itinerante Histórias que Ficam - CCSP (Brasil, São Paulo-SP)                                                           |
| Mostra Itinerante Histórias que Ficam - Tapera Taperá (Brasil, São Paulo-SP)                                                  |
| Mostra Itinerante Histórias que Ficam - Teatro Pequeno Ato (Brasil, São Paulo-SP)                                             |
| Mostra Itinerante Histórias que Ficam - Oi Futuro Flamengo (Brasil, Rio de Janeiro-RJ)                                        |
| Mostra Itinerante Histórias que Ficam - Teatro Espanca (Brasil, Belo Horizonte-MG)                                            |
| 20ª Mostra de Cinema de Tiradentes (Brasil, Tiradentes-MG)                                                                    |
| 21º Florianópolis Audiovisual Mercosul (Brasil, Florianópolis-SC)                                                             |
| 50º Festival de Brasília do Cinema Brasileiro (Brasil, Brasília-DF)                                                           |
| 16º RECINE - Festival Internacional de Cinema de Arquivo (Brasil, Rio de janeiro-RJ)                                          |
| XIII Panorama Internacional Coisa de Cinema (Brasil, Salvador-BA)                                                             |
| 12º Festival Tucuman Cine (Argentina, Gerardo Vallejo)                                                                        |
| XX Ícaro Festival Internacional de Cine (Guatemala)                                                                           |
| 9º Festival Internacional de Cinema da Fronteira                                                                              |
| Overcome Film Festival |
| Retrospectiva do Cinema Brasileiro (Brasil, São Paulo-SP)                                                                     |

## Ligações Externas
- «Os muitos Guarnieri e o Brasil diante do espelho»
- «Gianfrancesco Guarnieri ganha filme dirigido pelo neto»
- «Documentário Guarnieri faz um retrato multifacetado do artista»
- «Guarnieri Crítica»